# Shohei Takahashi
Shohei Takahashi (高橋 祥平 Takahashi Shōhei?, Higashiyamato, Tokio, 27 de octubre de 1991) es un futbolista japonés que juega como defensa en el Matsumoto Yamaga F. C.

## Trayectoria

### Clubes
| Club                   | País  | Año       |
| ---------------------- | ----- | --------- |
| Tokyo Verdy            | Japón | 2009-2012 |
| Omiya Ardija           | Japón | 2013-2014 |
| Vissel Kobe            | Japón | 2015-2016 |
| Júbilo Iwata           | Japón | 2017-2020 |
| Tokyo Verdy (cedido)   | Japón | 2020      |
| F. C. Machida Zelvia   | Japón | 2021-2023 |
| Vissel Kobe (cedido)   | Japón | 2023      |
| Matsumoto Yamaga F. C. | Japón | 2024-     |

## Palmarés

### Títulos nacionales
| Título    | Club        | País  | Año  |
| --------- | ----------- | ----- | ---- |
| J1 League | Vissel Kobe | Japón | 2023 |